# Daniela Surina
Daniela Surina (Trieste, 20 settembre 1942) è un'attrice italiana.

## Biografia
È stata attiva con ruoli da caratterista nel cinema e in televisione per la Rai, fra il 1965 e il 1982. Nel suo repertorio sono inclusi b-movie ma anche film del cinema d'autore, film horror e poliziotteschi.
Il debutto in teatro è stato nel 1968 con il regista Roberto Guicciardini.

## Filmografia

### Cinema
- Il telefono consolatore, episodio di Gli amanti latini, regia di Mario Costa (1965)
- Soldati e caporali, regia di Mario Amendola (1965)
- È mezzanotte, butta giù il cadavere, regia di Guido Zurli (1966)
- Io, io, io... e gli altri, regia di Alessandro Blasetti (1966)
- La Cina è vicina, regia di Marco Bellocchio (1967)
- Fai in fretta ad uccidermi... ho freddo!, regia di Citto Maselli (1967)
- Pesche allo sciroppo, regia di Alessandro Blasetti (1967)
- La morte in Jaguar rossa, regia di  Harald Reinl (1968)
- Erzählungen aus der neuen Welt, regia di Richard Cohn-Vossen, Joachim Hellwig e Massimo Mida (1968)
- Mio zio Beniamino, l'uomo dal mantello rosso (Mon oncle Benjamin, l'homme à l'habit rouge), regia di Édouard Molinaro (1969)
- Scacco alla regina, regia di Pasquale Festa Campanile (1969)
- Testa o croce, regia di Piero Pierotti (1969)
- Lettera aperta a un giornale della sera, regia di Citto Maselli (1970)
- L'etrusco uccide ancora, regia di Armando Crispino (1972)

### Televisione
- Nero Wolfe, sceneggiato, episodio La casa degli attori, regia di Giuliana Berlinguer (1970)
- Storia di Pablo, regia di Sergio Velitti (1970)
- Divorzia lui divorzia lei, regia di Waris Hussein (1973)
- Extra, sceneggiato, regia di Daniele D'Anza (1976)
- Il fascino dell'insolito - episodio La cosa sulla soglia (1982)

## Teatro
- La mandragola di Niccolò Machiavelli, regia di Roberto Guicciardini, Firenze, 6 febbraio 1968.

## Prosa televisiva
- Meiocotòn en almibar, di Miguel Mihura, regia di Alessandro Blasetti (1967)